# Silhouettella betalfa
Silhouettella betalfa là một loài nhện trong họ Oonopidae.
Loài này thuộc chi Silhouettella. Silhouettella betalfa được Michael Saaristo miêu tả năm 2007.